# Звичка
Звичка — особлива форма поведінки людини, яка виявляється у схильності до повторення однотипних дій у подібних ситуаціях.
Коли людина виконує якісь дії постійно, несвідомо у неї виникає бажання або необхідність робити їх знову — це і є звичка. Інакше кажучи, звичка це особлива форма поведінки людини, яка виявляється у схильності робити ті чи інші дії, що закріпилися внаслідок багаторазового повторення їх.

## Корисні та шкідливі звички
Звичка є важливим аспектом життя людини, стосовно здоров'я людини, її способу життя, звички можуть бути корисними і шкідливими. Корисні звички підвищують працездатність, сприяють фізичному і психічному розвитку особи, зумовлюють її активне довголіття. Чим раніше вони сформувалися, тим міцніше її здоров'я, тим легше уникнути шкідливих звичок.
Шкідливі звички, навпаки, руйнують її волю і здоров'я, знижують працездатність, скорочують тривалість життя. Шкідливі звички з'являються в різному віці. Чим раніше вони утворюються, тим згубніше діють і тим складніше їх позбутися. Як дослідили вчені, тютюновий дим містить нікотин, окис вуглецю, сірчану та інші кислоти, сполуки свинцю, радіоактивний полоній, тютюновий дьоготь, аміак, солярні масла, етиловий спирт тощо.

## Афоризми
- «Звичка – друга натура» (Арістотель);
- «Коли зістаришся, звички стають тиранами» (Г. Флобер);
- «Ми б і до смерті звикли, якщо б умирали кілька разів» (К. Бунш);
- «Звичка брати в борг дуже погано впливає на пам'ять» (О. Маллі)